# Iujni (Kubanski)
Iujni - Южный (rus) és un possiólok del krai de Krasnodar, a Rússia. Es troba a les planes de Kuban-Priazov. És a 20 km al sud-oest de Novopokróvskaia i a 148 km al nord-est de Krasnodar. Pertany al possiólok de Kubanski.